# Epiplema cinerella
Epiplema cinerella är en fjärilsart som beskrevs av W. Warren 1906. Epiplema cinerella ingår i släktet Epiplema och familjen Uraniidae. Inga underarter finns listade i Catalogue of Life.